# Tommy Mercer
Tommy Mercer, geboren als Tony Masulo (* 1923 oder 1924; † 11. April 2001 bei Fort Lauderdale), war ein US-amerikanischer Crooner.

## Leben
Mercer hieß ursprünglich Tony Masulo und wuchs in Ossining in New York auf. Seinen Künstlernamen erhielt er bei Auftreten in einer Unterhaltungstruppe der US-amerikanischen Handelsmarine im Zweiten Weltkrieg. 1946 wurde er Sänger in der Band von Charlie Spivak und später sang er in den Bands von Eddy Duchin, Buddy Morrow, Ray Anthony und Jimmy und Tommy Dorsey (wo er auch als letzter boy singer der Tommy Dorsey Band bekannt war.) Mit Ray Anthony hatte er mehrere Hits (so As Time Goes By 1952 auf Platz 10 der Billboard Charts). Er leitete zehn Jahre lang eine Band im Riverboat Nightclub im Empire State Building und ging 1972 nach Florida, wo er weiter auftrat (als Sänger, MC und Bandleiter) und außerdem Direktor und Vizepräsident der Handelskammer im Greater Fort Lauderdale-Broward County war.
1952 bis 1954 war er Sieger der Down-Beat-Leser-Polls als Bandsänger.